# Федерація футболу Албанії
Федерація футболу Албанії (алб. Federata Shqiptare e Futbollit) — організація, що здійснює контроль і управління футболом в Албанії. Штаб-квартира розташована в місті Тирана. Заснована в 1930 році. Увійшла до складу ФІФА в 1932 році. Член УЄФА з 1954 року. Федерація організовує діяльність та здійснює керування національними збірними з футболу, включаючи головну національну збірну та молодіжну збірну.  
Під егідою федерації проводяться змагання в Чемпіонаті Албанії з футболу.